# Thomas Annandale

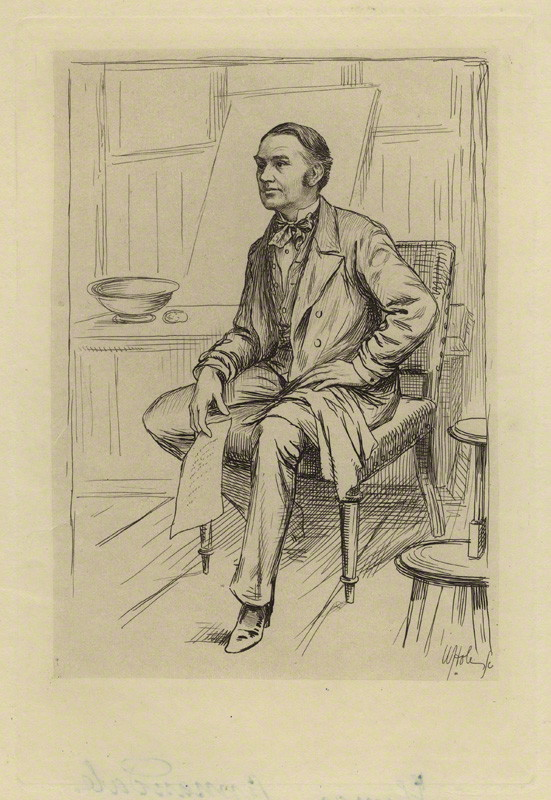
Thomas Annandale

Thomas Annandale (* 2. Dezember 1838 in Newcastle upon Tyne; † 20. Dezember 1907) war ein britischer Chirurg.
Annandale war der Sohn eines Chirurgen in Newcastle upon Tyne und lernte schon bei seinem Vater, bevor er sein Medizinstudium an der University of Edinburgh begann. Nach dem Abschluss (M. D. mit höchsten Ehren und Goldmedaille für seine Arbeit über Verletzungen des Hüftgelenks) 1860 wurde er Hauschirurg (House Surgeon) an der Royal Infirmary und danach privater Assistent 1861 bis 1870 des Regius Professors für Chirurgie in Edinburgh James Syme wie zuvor schon Joseph Lister. Er war Demonstrator für Anatomie in Edinburgh und hielt seit 1863 Vorlesungen als Lecturer für Chirurgie. 1864 erhielt er den Jacksonian Preis des Royal College of Surgeons of England für seine Dissertation über chirurgische Behandlung von Verletzungen und Missbildungen von Fingern und Zehen. 1865 wurde er Assistenzchirurg und 1871 Chirurg (Acting Surgeon) an der Royal Infirmary. 1877 wurde er als Nachfolger von Lister (der ans King’s College in London ging) Regius Professor für Klinische Chirurgie in Edinburgh.
Annandale wird die erste präperitoneale chirurgische Behandlung eines Leistenbruchs (Hernie) zugeschrieben (1876, inguinaler Schnitt). Er war ein Pionier für Knie-Operationen und beschrieb die erste Meniskustomie. 1895 führte er die erste erfolgreiche Entfernung eines Neuroms an den Gehörnerven durch.
Ein Preis für Chirurgiestudenten (bester Undergraduate) an der Universität Edinburgh ist nach ihm benannt.
Er war Fellow der Royal Society of Edinburgh, des Royal College of Surgeons of England (1888) und des Royal College of Surgeons of Edinburgh (1863). Er war Chirurg der Royal Company of Archers. 1902 erhielt er einen Ehrendoktor der Rechte (DCL) der University of Durham.
Er war seit 1874 mit der Verlegertochter Eveline Nelson verheiratet und hatte drei Söhne und drei Töchter.

## Schriften
- Surgical Appliances and Minor Operative Surgery, Edinburgh, 1866
- Abstracts of Surgical Principles, 6 Bände, 1868–1870, 3. Auflage, 1878
- Observations and Cases in Surgery, 1875
- On the Pathology and Operative Treatment of Hip Disease, 1876